# Вейруш (Эштремош)
Вейруш (порт.  Veiros) — фрегезия (район) в муниципалитете Эштремош округа Эвора в Португалии. Территория — 39,7 км². Население — 1233 жителей. Плотность населения — 31,1 чел/км².